# Torsten Bergmark
Torsten Emric Bergmark, född 8 januari 1920 i Umeå stadsförsamling i Västerbottens län, död 11 januari 1996 i Farsta församling i Stockholm, var en svensk konstnär, konstkritiker och professor.

## Biografi
Torsten Bergmark var son till köpmannen Emmerik Bergmark och Helga Håkansson. Han utövade sitt konstnärskap som målare och tecknare. Han tolkade gärna aktuella politiska händelser i sina verk och var starkt emot det han såg som samtida ”borgerlig konst” och modernistiska strömningar. Som konstkritiker var Bergmark marxistiskt influerad och bland de många böcker han gav ut märks Konst, klass, kapital (1969). I en polemisk essä 1976 för årsboken När-Var-Hur (årgång 1977, tryckt 1976) deklarerade han att konstnären måste tjäna det arbetande folket och den kommunistiska revolutionen, och uppmanade svenska konstnärer att lära av samtida figurativ konst från Maos Kina och Östtyskland.
Han var medarbetare i Dagens Nyheter från 1947 till 1974, skrev om aktuell bildkonst där och utsågs samma år (1974) till professor i den moderna konstens teori och idéhistoria vid Konsthögskolan, där han verkade fram till 1984.

### Familj
Torsten Bergmark var 1947–1952 gift med Inger Sundberg (född 1927), dotter till landssekreterare Ragnar Sundberg och Gusti Forsström. De fick barnen Fanny (född 1948), Jonna (född 1949) och Nicoline (född 1951). Andra gången var han gift 1960–1978 med tv-producenten och författaren Birgitta Bergmark (1934–1999), dotter till generaldirektören Torsten Eriksson och riksdagsledamoten Nancy Eriksson, ogift Bengtsson. Sista gången gifte han sig 1980 med Unn Bergmark (född 1946).
Torsten Bergmark är begravd på Skogskyrkogården i Stockholm.